# Conidiobolus bangalorensis
Conidiobolus bangalorensis är en svampart som beskrevs av Sriniv. & Thirum. 1967. Conidiobolus bangalorensis ingår i släktet Conidiobolus och familjen Ancylistaceae.   Inga underarter finns listade i Catalogue of Life.